# Андросюк Міхал
Міхал, Міхась, Михайло Андросюк (біл. Міхал Андрасюк, пол. Michał Androsiuk; *2 грудня 1959, Гайнівка, Польща) — білоруський письменник, журналіст, активний діяч білоруської діаспори у Польщі.

## Біографія
Дитинство пройшло в селі Войнівка Дубицької ґміни. Закінчив білоруський ліцей у Гайнівці (1978), працював вчителем та каменетесом, потім журналістом білостоцької редакції Радіо «Рація». По грудень 2010 керівник ефіру Радіо «Рація», ведучий «Белсат». Живе у Гайнівці.
Дебютував у «Ниві» (1979) віршами. Автор книги прози «Фірма» (Бєласток, 2000), «Місцева гравітація», «Білий кінь». В книгах «Місцева гравітація» і «Білий кінь» показав життя польської провінції на польсько-білоруському прикордонні.